# Platja del Racó
La platja del Racó és una platja del municipi de Begur (Baix Empordà), situada al tram més meridional del llarg tram de costa de la badia de Pals. És una platja semi-encaixada, situada en un entorn semi-urbà. Limita al nord amb la platja Gran de Pals, del municipi de Pals, i al sud amb un tram de roquissar on hi ha el camí de ronda que arriba a la platja de l'Illa Roja. Orientada al sud-est-est, té una longitud de 326 m i una amplada mitjana de 59 m, formada per sorra gruixuda i graves. El pendent d'entrada a l'aigua és força pronunciat i el fons marí és de sorra, amb algunes roques aïllades. Està equipada amb tot tipus de serveis, com dutxes, sanitaris, vigilància, dues guinguetes i restaurants. Disposa de fàcil accés per a persones amb mobilitat reduïda. S'hi pot accedir a peu o en cotxe. Ha obtingut el distintiu de Compromís amb la Qualitat Turística.
L'Agència Catalana de l'Aigua efectua un control setmanal de la qualitat de l'aigua, durant la temporada de bany, amb el resultat d'excel·lent.